# Ngọc Xuân
Ngọc Xuân là một phường thuộc thành phố Cao Bằng, tỉnh Cao Bằng, Việt Nam.

## Địa lý
Phường Ngọc Xuân nằm ở khu vực trung tâm thành phố Cao Bằng, có vị trí địa lý:
- Phía đông giáp phường Sông Bằng
- Phía tây giáp phường Đề Thám và xã Vĩnh Quang
- Phía nam giáp phường Hợp Giang và phường Sông Hiến
- Phía bắc giáp huyện Hòa An.

Phường Ngọc Xuân có diện tích 6,84 km², dân số năm 2019 là 7.171 người, mật độ dân số đạt 1.048 người/km².

## Hành chính
Phường Ngọc Xuân được chia thành 10 tổ dân phố: 1, 2, 3, 4, 5, 6, 7, 8, 9, 10.

## Lịch sử
Phường Ngọc Xuân trước đây vốn là một phần tiểu khu Sông Bằng thuộc thị xã Cao Bằng.
Ngày 10 tháng 9 năm 1981, Hội đồng Bộ trưởng ban hành Quyết định 60-HĐBT về việc giải thể tiểu khu Sông Bằng để thành lập phường Sông Bằng và xã Ngọc Xuân.
Ngày 1 tháng 11 năm 2010, Chính phủ ban hành Nghị quyết 42/NQ-CP về việc thành lập phường Ngọc Xuân trên cơ sở toàn bộ 685,27 ha diện tích tự nhiên và 5.937 người của xã Ngọc Xuân.
Ngày 25 tháng 9 năm 2012, Chính phủ ban hành Nghị quyết 60/NQ-CP về việc thành lập thành phố Cao Bằng thuộc tỉnh Cao Bằng. Phường Ngọc Xuân thuộc thành phố Cao Bằng.
Đến năm 2019, phường Ngọc Xuân được chia thành 17 tổ dân phố, đánh số từ 1 tới 17.
Ngày 9 tháng 9 năm 2019, Hội đồng Nhân dân tỉnh Cao Bằng ban hành Nghị quyết số 27/NQ-HĐND về việc sáp nhập, đổi tên các xóm, tổ dân phố trên địa bàn tỉnh:
- Sáp nhập tổ dân phố 2 vào tổ dân phố 1
- Sáp nhập hai tổ dân phố 3 và 4 thành tổ dân phố 2
- Đổi tên tổ dân phố 5 thành tổ dân phố 3
- Dsổi tên tổ dân phố 6 thành tổ dân phố 4
- Sáp nhập hai tổ dân phố 7 và 15 thành tổ dân phố 5
- Đổi tên tổ dân phố 10 thành tổ dân phố 6
- Sáp nhập hai tổ dân phố 9 và 11 thành tổ dân phố 7
- Sáp nhập hai tổ dân phố 12 và 13 thành tổ dân phố 9
- Sáp nhập ba tổ dân phố 14, 16 và 17 thành tổ dân phố 10.

## Kinh tế
Trên địa bàn phường có một số cơ quan như Cục Hải quan tỉnh Cao Bằng, Công ty cổ phần Sản xuất Vật liệu Xây dựng Cao Bằng.